# Puntigrus navjotsodhii
Puntigrus navjotsodhii (Syn.: Systomus navjotsodhii) ist ein Süßwasserfisch aus der Familie der Karpfenfische (Cyprinidae). Das einzige bekannte Vorkommen ist die im indonesischen Teil der Insel Borneo liegende Typlokalität im Oberlauf des Flusses Katingan und im Oberlauf des Barito. Die Art wurde erst 2012 durch den singapurischen Ichthyologen Tan Heok Hui beschrieben und zu Ehren von Navjot S. Sodhi benannt, eines 2011 verstorbenen Wissenschaftlers, der sich um die Erforschung und den Schutz der südostasiatischen Natur bemüht hat.

## Merkmale
Puntigrus navjotsodhii ähnelt stark der aus der Aquaristik bekannten Sumatrabarbe und gehört damit zu den Tigerbarben (bisher Puntius oder Systomus, jetzt Puntigrus). Die für die Erstbeschreibung untersuchten Exemplare hatten Körperlängen von 21,1 bis 47,8 mm. Von allen Gürtelbarben hat Puntigrus navjotsodhii die größte Körperhöhe und die breitesten dunklen Querbänder. Die Körperhöhe beträgt 53,6 bis 59,2 % der Standardlänge am Beginn der Rückenflosse. Die Breite der vier Querbänder an den Körperseiten kann bis zu fünf Schuppenlängen betragen. Das zweite und das dritte Band sind in Rückennähe nach vorn gebogen. Die Seitenlinie ist vollständig, verläuft relativ gerade und zeigt nur eine leichte Ausbuchtung in der Mitte. Die Höhe des Schwanzflossestiels beträgt 18,4 bis 19,5 % der Standardlänge, die Kopflänge 30,7 bis 33,2 % der Standardlänge. Rücken-, After- und Bauchflossen sind dreieckig, die Schwanzflosse tief gegabelt.
- Flossenformel: Dorsale: ii/8; Anale: ii/5; Ventrale: 9; Pectorale: 14; Caudale: 8+9.
- Schuppenformel: SL 20-21.

Die Grundfärbung von Puntigrus navjotsodhii ist gelblich, Rücken und Kopfoberseite schimmern leicht rötlich, der Bauch ist cremefarben. Die Schnauzenspitze ist bei den Männchen kräftig bei den Weibchen leicht rötlich gefärbt, die Lippen und die Augen sind schwarz. Die Rückenflosse ist zu ¾ schwarz, ihr Außenrand ist rot. Auch die Bauchflossen sind rot. Die schwärzlichen Querbänder schimmern leicht grünlich. Die Schwanzflosse ist farblos, ihre äußeren Flossenstrahlen sind rot.